# Aliturus
Aliturus is een kevergeslacht uit de familie van de boktorren (Cerambycidae). De wetenschappelijke naam van het geslacht werd voor het eerst geldig gepubliceerd in 1902 door Fairmaire.

## Soorten
Aliturus omvat de volgende soorten:
- Aliturus aberlenci Vives, 2005
- Aliturus didyanus Vives, 2005
- Aliturus fusculus Fairmaire, 1904
- Aliturus gracilipes Fairmaire, 1902
- Aliturus maculatus Vives, 2005
- Aliturus mourgliai Vives, 2005